# Jethro Tull (agronom)

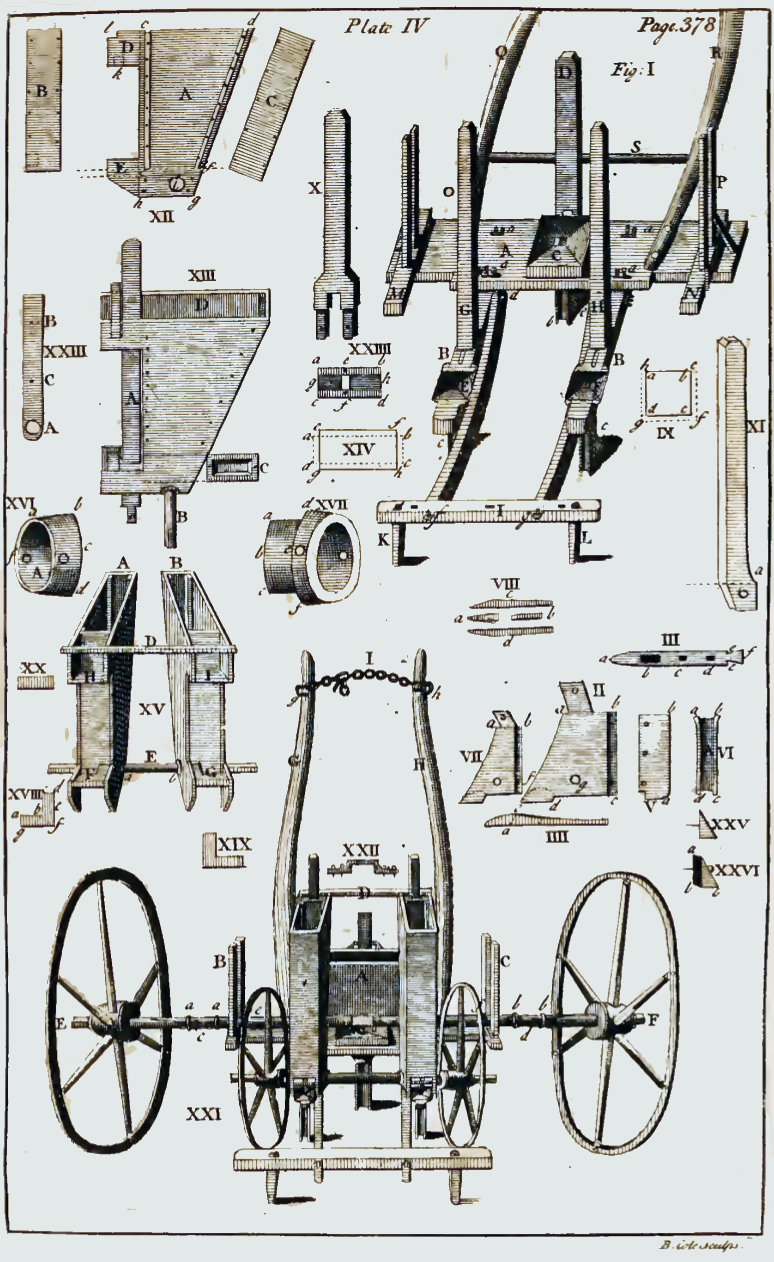
Jethro Tulls såmaskin.

Jethro Tull, född 1674 i Basildon i Berkshire, död 21 februari 1741 (nya stilen) i Hungerford i Berkshire, var en brittisk (engelsk) jordbrukspionjär som hjälpte till att starta den brittiska agrara revolutionen. Han skapade en hästdragen såmaskin 1701, som sådde fröerna i fina rader (se drillkultur). Han utvecklade även en hästdragen hacka. Tulls metoder användes av många stora landägare och hjälpte till att lägga grunden för det moderna jordbruket.

## Biografi
Jethro Tull föddes i Basildon i Berkshire, Kungariket England, som son till Jethro Tull, Sr och hans hustru Dorothy. Han skrev in sig vid St John's College, Oxford vid 17 års ålder. Han läste juridik, men tycks inte ha tagit examen.
Tull gifte sig med Susanna Smith. Paret bosatte sig på hans fars gård i närheten av Crowmarsh Grifford i Oxfordshire. De fick en son och två döttrar.
Efter att ha insjuknat i en lungsjukdom reste Tull runt i Europa i jakt efter ett botemedel. Under en längre period var han i Montepellier i södra Frankrike. Under resan jämförde han det franska och italienska jordbruket med det hemma i England. Han missade inget tillfälle att anteckna de sydeuropeiska metoder som stämde överens med hans egna åsikter och upptäckter om jordbruk. Han påpekade speciellt i sitt arbete när hans hästdragna hacka stämde överens med arbetsmetoderna som de sydeuropeiska vinbönderna använde. Vinbönderna hackade och luckrade jorden, dessutom använde de inte gödsel på sina fält, vilket stödde Tulls teori om att gödsling är onödigt.
När han återvände till England tog han över skötseln av gården Prosperous i Berkshire. Han skrev även sin bok Horse-hoe Husbandry. Tull dog på sin gård 1741.